# Classe Bracuí
A Classe Bracuí é uma classe de navios patrulha (NPa) da Marinha do Brasil originariamente da Classe River da Marinha Real Britânica.

## História
Visando dotar a Marinha do Brasil com meios modernos, robustos e versáteis, foi criada esta Classe, com embarcações construídas entre os anos de 1984 e 1986, pelos Estaleiros Richards em Lowestoft e Great Yarmouth, na Grã-Bretanha. Dos doze lançados ao mar, sete foram adquiridos pela Marinha do Brasil, sendo que três foram adaptados para a função de Navios Hidroceanográficos e agrupados na Classe Amorim do Valle.
Os outros quatro foram convertidos para Navio Patrulha, no Arsenal de Marinha do Rio de Janeiro e depois no estaleiro H. Dantas, em Aracaju, no estado de Sergipe, uma vez que originariamente estas embarcações foram construídas como navio-varredor.
Os navios foram incorporados à Armada em 1998 classificados como Navios Patrulha Costeiros (NaPaCo). Pasteriormente foram reclassificados como Navios Patrulha (NPa).

## Nome
O nome da Classe é uma homenagem ao rio Bracuí, no estado do Rio de Janeiro, que deságua na enseada de mesmo nome, próximo a Angra dos Reis.

## Lista de Navios
- NPa Bracuí (P-60), ex-HMS Itchen (M-2009)
- NPa Benevente (P-61), ex-HMS Blackwater (M2008)
- NPa Bocaina (P-62), ex-HMS Spey (M2013)
- NPa Babitonga (P-63), ex-HMS Arun (M2014)

## Características
- Deslocamento : 630 ton (padrão), 720 ton (plena carga)
- Dimensões (metros): 47,6 de comprimento, 10,5 de boca e 3,1 de calado
- Velocidade (nós): 14 (máxima)
- Propulsão: 2 motores diesel Ruston tipo 6 RKCM de 1.700 bhp por motor
- Combustível: 88 toneladas de capacidade
- Autonomia : 4.500 milhas náuticas à 10 nós; 21 dias em operação contínua
- Sistema Elétrico: 2 geradores diesel G & M Power de 230 kW.
- Armamento:
  - 1 canhão Bofors Mk 3 de 40 mm
  - 2 metralhadoras
- Tripulação: 35 homens (4 oficiais)
- Equipamentos:
  - 1 lancha tipo (RHIB), para 10 homens;
  - 1 bote inflável para 6 homens;